# Михайлов, Леонид Александрович
Леони́д Алекса́ндрович Миха́йлов (28 июля 1946, Ленинград — 22 мая 2013, там же) — советский и российский учёный в области безопасности жизнедеятельности и окружающей среды, педагог. Кандидат исторических наук, доктор педагогических наук, профессор. Основатель и декан факультета безопасности жизнедеятельности РГПУ им. А. И. Герцена. Академик Европейской академии естественных наук. Лауреат премии Президента РФ. Полковник Советской Армии.

## Биография
В 1968—1983 годах — занимал руководящие должности в военных подразделениях от роты до дивизии в ВС СССР;
В 1979 году окончил Военно-политическую Краснознамёнскую академию орденов Ленина и Октябрьской революции по специальности «Военно-педагогическая общественных наук».
В 1983—1985 годах — военный советник в пехотной дивизии ДРА;
В 1985—1989 годах — офицер аппарата Политического управления ЛВО.
В 1991 году в Ленинградской высшей партийной школе защитил диссертацию на соискание учёной степени кандидата исторических наук по теме «Военно-мобилизационная деятельность ВКП(б) в начальный период Великой Отечественной войны : На материалах Ленинграда» (специальность 07.00.01 — история КПСС).
В 1992—1997 годах — работал в РГПУ им. А. И. Герцена начальником военной кафедры;
В 1994 году присвоено учёное звание доцента по кафедре военной подготовки присвоено Министерством образования РФ
В 1997—2008 годах — декан факультета безопасности жизнедеятельности РГПУ им. А. И. Герцена
В 2004 году защитил диссертацию на соискание учёной степени доктора педагогических наук по теме «Концепция организации подготовки учителя безопасности жизнедеятельности в современном педагогическом университете» (специальность 13.00.08 — теория и методика профессионального образования (педагогические науки)). Официальные оппоненты — доктор педагогических наук, профессор Е. С. Заир-Бек, доктор педагогических наук, профессор И. А. Скопылатов и доктор технических наук, профессор О. Н. Русак. Ведущая организация — Ленинградский государственный областной университет имени А. С. Пушкина. В том же году присвоено учёное звание профессора по кафедре социальной безопасности.
В 2007 году окончил Санкт-Петербургский государственный университет по специальности «Военно-педагогических общественных наук»
В 2008—2009 годах — проректор по инновационному развитию Мурманского государственного педагогического университета;
В 2009—2010 годах — проректор по учебной работе и инновационной деятельности Смольного института;
В 2012—2013 годах — профессор Института специальной педагогики и психологии Международного университета семьи и ребёнка имени Рауля Валленберга.
В 2013 году во время операции на сердце у него случается инфаркт, который он не пережил. Это был четвёртый инфаркт за всю его жизнь.

## Научная и общественная деятельность
Леонид Александрович является основателем нового научно-педагогического направления в области безопасности жизнедеятельности, автором фундаментальных исследований и многочисленных публикаций, научным руководителем целого ряда кандидатских и докторских диссертаций.
1 марта 1997 года Михайлов создал и в дальнейшем возглавил факультет безопасности жизнедеятельности, под общим содействием ректора РГПУ им. А. И. Герцена, д.п.н., профессора Геннадия Алексеевича Бордовского, проректора университета д.п.н., профессора Валерия Павловича Соломина. Факультет пользуется заслуженным авторитетом в системе российского педагогического образования, имеет международное признание и является единственным, который осуществляет подготовку будущих бакалавров и магистров образования в области безопасности жизнедеятельности. На базе факультета в 2001 году был сформирован Студенческий отряд обеспечения внутреннего порядка (СООВП), который осуществляет содействие университету в проведении мероприятий международного, российского, регионального и городского уровней.
Леонид Александрович тесно сотрудничал со Всемирным духовным институтом «Брахма Кумарис», где в Санкт — Петербургских центрах проходили международные научно-практические конференции такие как: «Мир просвещения: информация, образование, мудрость», «Стратегия развития ресурсов личности — шаг в будущее» и т. д.
Так же выступал за толерантность в отношении ВИЧ инфицированных людей. Поднимал вопросы профилактики ВИЧ-инфекции, репродуктивного здоровья и формы участия молодёжи в просветительской и профилактической работе. Благодаря инновационным технологиям, внедрённым в факультет «Безопасности жизнедеятельности», где он был основателем и деканом, организовывал взаимодействие между студентами ВУЗов разных городов и стран, ради того чтобы учащиеся понимали, что ВИЧ инфицированные тоже люди и общение с ними только обогащает. Так например состоялась первая видео-конференция в рамках российско-голландского проекта The First Videoconference in the Framework of the Russian-Dutch Project, где Леонид Александрович выступал в роли организатора вместе с координаторами проекта проф. Л. П. Симбирцевой, г-жой Teun Visser и сотрудником журнала ССЗ А. Виеноградовой. Благодаря плодотворным отношениям с Голландией конференции на тему ВИЧ проходили в разных уголках Санкт-Петербурга, куда привлекались участники с разных организаций и структур.
За всю свою карьеру педагога активно выступал за идеи: обучения, адаптации, толерантности и подготовки специалистов в сфере безопасности ради изменения внутренних отношений среди молодёжи друг к другу и подрастающему поколению. Прививая в них чувство безопасности в обществе, в котором они находятся, создавая самим все необходимые условия.
В октябре 2003 г. во время написания докторской диссертации ввёл в дисциплину «чрезвычайные ситуации социального характера» новый термин — «личность безопасного типа поведения» (ЛБТП).

## Ордена и награды
Награждён 22 медалями и правительственными знаками;
- 1970 г. — награждён юбилейной медалью «За воинскую доблесть. В ознаменование 100-летия со дня рождения Владимира Ильича Ленина»
- 1977 г. — награждён медалью «За безупречную службу» III степени;
- 1981 г. — награждён медалью «За безупречную службу» II степени;
- 1986 г. — награждён медалью «За безупречную службу» I степени;
- 1985 г. — награждён орденами «Красной звезды» и «Красного знамени»;
- 1988 г. — награждён медалью «Воину-интернационалисту от благодарного афганского народа»
- 1991 г. — награждён медалью «Ветеран вооруженных сил СССР»
- 2000 г. — награждён ведомственным нагрудным знаком МЧС России «За заслуги»;
- 2003 г. — лауреат премии Президента РФ в области образования за научно-практическую разработку программы; «Создание системы подготовки специалистов по безопасности жизнедеятельности в высших учебных заведениях»;[10]
- 1987 и 2000 г.г. — лауреат выставок ВДНХ и ВВЦ;
- 2006 г. — удостоен почетного звания «Заслуженный деятель науки» Международной академией наук Экологии и Безопасности жизнедеятельности и награждён «Звездой науки»;
- 2006 г. — награждён орденом «За заслуги в образовании» Международной академией наук Экологии и Безопасности жизнедеятельности;
- 2007 г. — удостоен почетного звания «Заслуженный деятель науки и образования» Российской академией Естествознания;
- 2007 г. — лауреат форума «Общественное признание»;
- Нагрудный знак «Отличник погранвойск» II степени
- Нагрудный знак «Отличник пограничной службы» II степени
- Награждён двумя грамотами Министерства образования;
- Награждён почётной грамотой Министерства по делам гражданской обороны, ЧС и ликвидации последствий стихийных бедствий;
- Награждён грамотой Президиума Верховного Совета СССР «Воин-интернационалист»;
- Награждён знаком «Почетный работник высшей школы»;
- Представлен к ордену «Родительской славы» как отец пятерых детей.

## Научные труды
Автор свыше 100 научных трудов. Из них свыше 70 научных публикаций, более 40 учебных пособий и учебников, 6 монографий. Основная часть трудов посвящена безопасности социального, психологического, национального, природного, техногенного характера и защите от ЧС. Научные работы публиковались (многие работы продолжают публиковаться) в различных издательствах, таких как «Академия», «Дрофа», «Питер», «Речь», «Образование», Российский государственный педагогический университет им. А. И. Герцена (РГПУ). Учебные пособия выпускаются для школ и ВУЗов.
Выступал в роли соавтора и редактора книг старшего сына А. Л. Михайлова и дочери Е. Л. Шевченко. (см. Книги под редакцией Л. А. Михайлова и Книги)

### Научные и учебно-методические публикации (выборочно)

#### Книги
- Л. А. Михайлов, А. Л. Михайлов, В.П Соломин «Психология общения : Учеб. пособие» — изд. Образование 1994 год.
- Л. А. Михайлов, В. П. Соломин, Ю. Л. Варшамов, Г. И. Сопко «Действия учителя в чрезвычайных условиях мирного времени : Учеб. пособие» — изд. Российский государственный педагогический университет им. А. И. Герцена (РГПУ) 1998 год.
- Л. А. Михайлов, В. П. Соломин, В. А. Губин «Введение в психологию общения. Невербальные средства общения : Учеб. пособие» — изд. Российский государственный педагогический университет им. А. И. Герцена (РГПУ) 1999 год.
- Л. А. Михайлов, А. В. Старостенко «Основы безопасности жизнедеятельности. 5-6 классы.» Пособие для учителя; изд. Российский государственный педагогический университет им. А. И. Герцена (РГПУ), Союз 2001 год
- Л. А. Михайлов, Е. Е. Алексеева, О. В. Шатровой, Э. М. Киселева «Психокоррекционная работа с детьми и подростками : учебно-методическое пособие» — изд. Российский государственный педагогический университет им. А. И. Герцена (РГПУ) 2005год.
- Л. А. Михайлов, В. П. Соломин, А. Л. Михайлов «Безопасность жизнедеятельности : Учеб. для вузов»— изд. Питер 2005 год
- Л. А. Михайлов, В. М. Губанов, В. П. Соломин «Чрезвычайные ситуации социального характера и защита от них. Учебное пособие» — изд. ДРОФА 2007 год
- Л. А. Михайлов, В. П. Соломин, Т. В. Маликова, О. В. Шатровой «Психологическая безопасность» — изд. ДРОФА 2008 год.
- Л. А. Михайлов, В. П. Соломин, Т. А. Беспамятных «Безопасность жизнедеятельности : учебник для вузов» — изд. Питер 2008 год
- Л. А. Михайлов, Т. В. Маликова, В. П. Соломин, О. В. Шатровой «Психологическая защита. Направления и методы» — изд. Речь 2008 год
- Л. А. Михайлов, В. П. Соломин, А. Л. Михайлов, С. В. Абрамова, Е. Н. Бояров «Основы национальной безопасности» — изд. Academia 2008 год
- Л. А. Михайлов, В. П. Соломин, В. М. Губанов, З. А. Сибирякова «Правовое регулирование и органы обеспечения безопасности жизнедеятельности» — изд. Academia 2008 год
- Л. А. Михайлов, Е. Л. Шевченко, Ю. В. Громов «Обеспечение безопасности образовательного учреждения» — изд. Academia 2010 год.
- А. Л. Михайлов, О. А. Грунин, А. Д. Макаров, Л. А. Михайлов, А. С. Скаридов «Экономическая безопасность» — изд. ДРОФА 2010 год
- Л. А. Михайлов ,В. М. Губанов, В. П. Соломин «Безопасность жизнедеятельности : учебник для студентов учреждений высшего профессионального образования 3-е изд.» — изд. Academia 2011 год
- Л. А. Михайлов , В. П. Соломин, Л. П. Макарова «Безопасность жизнедеятельности : учебник для студентов высших учебных заведений, обучающихся по направлению „Естественно-научное образование“ (профиль подготовки „Безопасность жизнедеятельности“) 2-е изд.» — изд. Academia 2012 год
- Л. А. Михайлов, В. М. Губанов, В. П. Соломин, А. В. Кравцова «Социальные опасности и защита от них» — изд. Academia 2012 год
- Л. А. Михайлов, В. П. Соломин, О. Н. Русак «Пожарная безопасность : учебник : для студентов учреждений высшего профессионального образования» — изд. Academia 2013 год
- Л. А. Михайлов, В. П. Соломин, А. Л. Михайлов, С. В. Абрамова, Е. Н. Бояров «Основы национальной безопасности. Учебник. 2-е изд.» — изд. Academia 2014 год

#### Книги под редакцией Л. А. Михайлова
- В. П. Соломин, А. Л. Михайлов, А. В. Старостенко, О. В. Шатровой, Т. А. Беспамятных, Н. В. Закревский, Э. М. Киселева «Безопасность жизнедеятельности» — изд. Питер 2007 год
- В. П. Соломин «Чрезвычайные ситуации природного, техногенного и социального характера и защита от них» — изд. Питер 2008 год
- «Способы автономного выживания человека в природе» — изд. Питер 2008
- Т. В. Маликова, О. В. Шатровой, А. Л. Михайлов, В. П. Соломин «Психологическая защита в чрезвычайных ситуациях» — изд. Питер 2009 год

Теория и методика обучения безопасности жизнедеятельности изд. Academia 2009 год
- В. М. Губанов, В. П. Соломин, Ю. В. Громов, Е. Ю. Горбаткова «Криминальные опасности и защита от них» — изд. Academia 2010 год
- «Безопасность жизнедеятельности 3-е издание» — изд. Academia 2011 год
- «Концепции современного естествознания» — изд. Питер 2012 год
- «Безопасность жизнедеятельности Учебник 4-е издание» — изд. Academia 2012 год
- «Безопасность жизнедеятельности. Учебник 5-е издание» — изд. Academia 2013 год
- «Безопасность жизнедеятельности 2-е издание» — изд. Питер 2013 год
- В. П. Соломин, С. В. Абрамова, Е. Н. Бояров «Основы национальной безопасности. Учебник» — изд. Academia 2014 год
- В. П. Соломин, О. Н. Русак, С. В. Абрамова, Е. Н. Бояров «Пожарная безопасность. Учебник» — изд. Academia 2014 год